# Charlene Tilton
Charlene Tilton (San Diego, 1º dicembre 1958) è un'attrice statunitense.
È conosciuta in tutto il mondo grazie al ruolo di Lucy Ewing nella soap opera Dallas, che ha interpretato dal 1978 al 1990. In Italia è anche famosa per essere stata tra i protagonisti del film Il silenzio dei prosciutti (1994), diretto e interpretato da Ezio Greggio.

## Biografia
Nata in California il 1º dicembre 1958, l'attrice fa il suo debutto nel 1976 interpretando una parte nel film Tutto accadde un venerdì con Jodie Foster. Tra il 1976 e il 1977 interpreta Jill nel celebre telefilm Happy Days ma raggiunge la fama mondiale nel 1978, quando viene scelta per interpretare la giovane Lucy Ewing in Dallas, serie che lascerà nella stagione 1985-1986, per poi tornare nel 1987-1988. Resta nel cast fino al 1990, anno in cui decide di lasciare definitivamente la serie. Nel 1980 realizza un servizio per la celebre rivista Playboy.
Nella sua carriera recita in molte serie come Hotel (1983) e Love Boat, dove interpreta la parte di Emily dal 1980 al 1987. Interpreta sé stessa in due celebri serie, Professione pericolo (1982) e Sposati... con figli (1993). Nel 1994 Ezio Greggio la sceglie come protagonista del film Il silenzio dei prosciutti, commedia in cui interpreta la parte di Jane. Tra i film da lei interpretati, La casa degli Usher (1981) e Scommessa mortale (1990). Nel nuovo millennio fa un cameo in Superhero - Il più dotato fra i supereroi (2008) ed è fra i protagonisti di La scelta di Sarah (2009).
Nel 2011 viene contattata per interpretare l'episodio pilota della serie Dallas, un sequel che viene trasmesso nel 2012 da TNT e che vede protagonisti non solo gli storici Larry Hagman, Patrick Duffy e Linda Gray, ma anche molti nuovi attori che interpretano la nuova generazione degli Ewing. Insieme a Steve Kanaly, è scelta per la prima puntata (su dieci previste) ma la sua presenza non si limita a un episodio. Infatti torna più volte in veste di guest star sia nella seconda che nella terza stagione dello show, per un totale di sei episodi. La serie si conclude nel 2014.

## Vita privata
Si è sposata due volte. La prima dal 1982 al 1984 con il cantante Johnny Lee, dal quale ha avuto la sua prima e unica figlia, Cheris Lee. In seconde nozze si è sposata con Domenick Allen dal 1985 al 1992.
Dal 2001 al dicembre 2009, a causa della morte dell'uomo per infarto, la Tilton ha avuto una relazione col regista Cheddy Hart.

## Riconoscimenti
- Young Hollywood Hall of Fame (1980's)

## Filmografia

### Cinema
- Tutto accadde un venerdì (Freaky Friday), regia di Gary Nelson (1976)
- I ragazzi di Happy Days e le ragazze pullover (Sweater Girls), regia di Donald M. Jones (1978)
- Un mercoledì da leoni (Big Wednesday), regia di John Milius (1978)
- Terra selvaggia (Border Shootout), regia di Chris McIntyre (1990)
- Piccola peste torna a far danni (Problem Child 2), regia di Brian Levant (1991)
- Scommessa mortale (Deadly Bet), regia di Richard W. Munchkin (1992)
- Il centro della ragnatela (Center of the Web), regia di David A. Prior (1992)
- Il silenzio dei prosciutti, regia di Ezio Greggio (1994)
- Detonator - Bomber, regia di Garrett Clancy (1998)
- Totally Blonde, regia di Andrew Van Slee (2001)
- Dickie Roberts - Ex piccola star (Dickie Roberts: Former Child Star), regia di Sam Weisman (2003)
- Superhero - Il più dotato fra i supereroi (Superhero Movie), regia di Craig Mazin (2008)
- La scelta di Sarah (Sarah's Choice), regia di Chad Kapper (2009)
- #1 Cheerleader Camp, regia di Mark Quod (2010)
- Buttwhistle, regia di Tenney Fairchild (2014)
- Lucky Dog, regia di Michael Feifer (2014)
- Vendetta - Una storia d'amore (Vengeance: A Love Story), regia di Johnny Martin (2017)

### Televisione
- Happy Days - serie TV, 1 episodio (1976)
- La famiglia Bradford (Eight Is Enough) - serie TV, 1 episodio (1977)
- Diario di una giovane autostoppista (Diary of a Teenager Hitchhiker), regia di Ted Post - film TV (1979)
- La casa degli Usher (The Fall of the  House of the Asher), regia di James L. Conway - film TV (1979)
- California - serie TV, 1 episodio (1980)
- Laverne & Shirley - serie TV, 2 episodi (1980)
- Fantasilandia (Fantasy Island) - serie TV, 1 episodio (1980)
- Saturday Night Live - serie TV, 1 episodio (1981)
- Professione pericolo (The Fall Guy) - serie TV, 1 episodio (1982)
- Hotel - serie TV, 1 episodio (1983)
- Love Boat (The Love Boat) - serie TV, 4 episodi (1980-1987)
- La signora in giallo (Murder, She Wrote) - serie TV, episodio 3x20 (1987)
- Dallas - serie TV, 234 episodi (1978-1990)
- Sposati... con figli (Married with Children) - serie TV, 1 episodio (1993)
- La teoria del tutto (The Theory of Everything), regia di Michael Rann - film TV (2000)
- Uno sconosciuto alla mia porta (Point of Entry), regia di Stephen Bridgewater - film TV (2007)
- DeVanity – serie TV, 1 episodio (2013)
- Dallas - serie TV, 6 episodi (2012-2014)
- The Middle - serie TV, 1 episodio (2015)
- Amnesia d'amore (Second Chance Christmas), regia di Danny Buday (2017) - film TV

## Doppiatrici italiane
Nelle versioni in italiano delle opere in cui ha recitato, Charlene Tilton è stata doppiata da:
- Roberta Paladini in Dallas (s.7-8), Il silenzio dei prosciutti
- Liliana Sorrentino in Dallas (s.1-6, s.9-14) e Dallas 2012
- Claudia Razzi in La signora in giallo
- Antonella Rinaldi in The Middle

## Premi

### Young Artist Award
Vinti:
- Miglior giovane attrice in una serie televisiva, per Dallas (1980)
- Premio speciale, (2001)

### TV Land Award
Vinti:
- Premio alla carriera, (2006)